# Bafoussam I
Bafoussam I est l'une des trois communes de la communauté urbaine de Bafoussam, département de la Mifi dans la région de l'Ouest au Cameroun. Elle a pour chef-lieu Bafoussam.

## Géographie
La commune s'étend sur la partie sud-ouest de la communauté urbaine de Bafoussam. Elle est drainée par la rivière Toungwen qui marque la limite avec Pète-Bandjoun au sud. A l'est la commune atteint la rive droite de la rivière Noun qui la sépare de Foumbot.
| Bafoussam II  | Bafoussam II  | Kouoptamo     |
| Bafoussam III | Bafoussam I   | Foumbot       |
| Pète-Bandjoun | Pète-Bandjoun | Pète-Bandjoun |

## Histoire
La commune de Bafoussam Ier est créée en avril 2007.

## Population
Le recensement de 2005 relève une population de 98 339 habitants, dont 83 % en zone urbaine et 17 % en zone rurale.

## Administration
Les maires se succèdent depuis 2007.
| Période | Période  | Identité                     | Étiquette | Qualité |
| ------- | -------- | ---------------------------- | --------- | ------- |
| 2007    | 2013     | Cyrille Ngnang               | SDF       |         |
| 2013    | 2020     | Dr Jules Hilaire Focka Focka | RDPC      | Maire   |
| 2020    | En cours | Cyrille Ngnang               | SDF       |         |

## Chefferies traditionnelles
La commune compte 41 chefferies de 3e degré et une chefferie de 2e degré :
- Chefferie de Bafoussam

## Quartiers et villages
Le ressort territorial de l'arrondissement identique à celui de la commune.

### Zone urbaine
La zone urbaine est constituée de 22 villages : Bamendzi, Banengo, Djeleng, Djemoun, Famla, Ndiangdam II, Quartier Administratif, Tamdja.

### Bafoussam Rural
La zone rurale est constituée de 19 villages : Badiembou Melam I, Badiembou Melam II, Bamendzi II, Banefo, Banengo Village III, Batoukop, Demsiem, Famcep, Houkaha, Houkama, Kouekong, Mvoutsaha, Ndiembou Medjo I, Ndiembou Medjo II, Ndiengso I, Ndiengso II, Njeugah I, Njeugah II, Tcho, Tomdjo, Ndiendam I,

## Enseignement

### Primaire et écoles maternelles
Les écoles maternelles sont au nombre de 37 écoles publiques, 32 écoles privées et 8 écoles maternelles confessionnelles. L'enseignement primaire est assuré par 50 écoles publiques, 31 écoles privées laïques et 9 confessionnelles. Soit au total 167 écoles maternelles et primaires.

### Secondaire

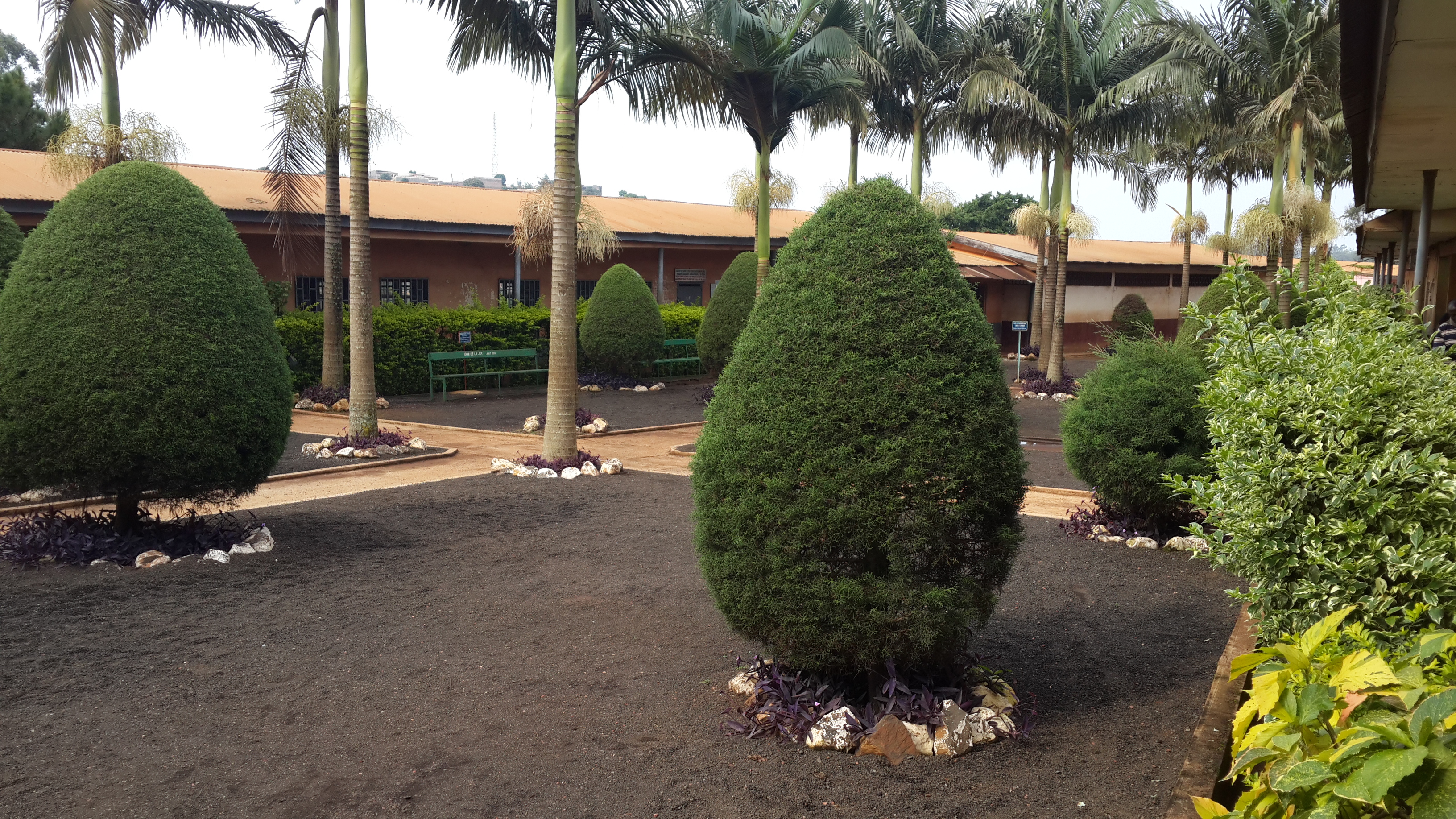
Lycée bilingue de Bafoussam

L'enseignement secondaire public est assuré par seize établissements : 
- deux lycées francophones d’enseignement Général : Lycée classique de Bafoussam et le lycée de Batoukop ;
- deux lycées techniques : lycée technique de Tayim et le lycée technique de Banengo ;
- deux lycées bilingues : lycées bilingue de Ndiengdam et lycée Bilingue de Bafoussam.
- 10 collèges privés

## Santé
La commune compte un hôpital de district, huit centres de santé publics, 15 établissements de soins privés.

## Économie

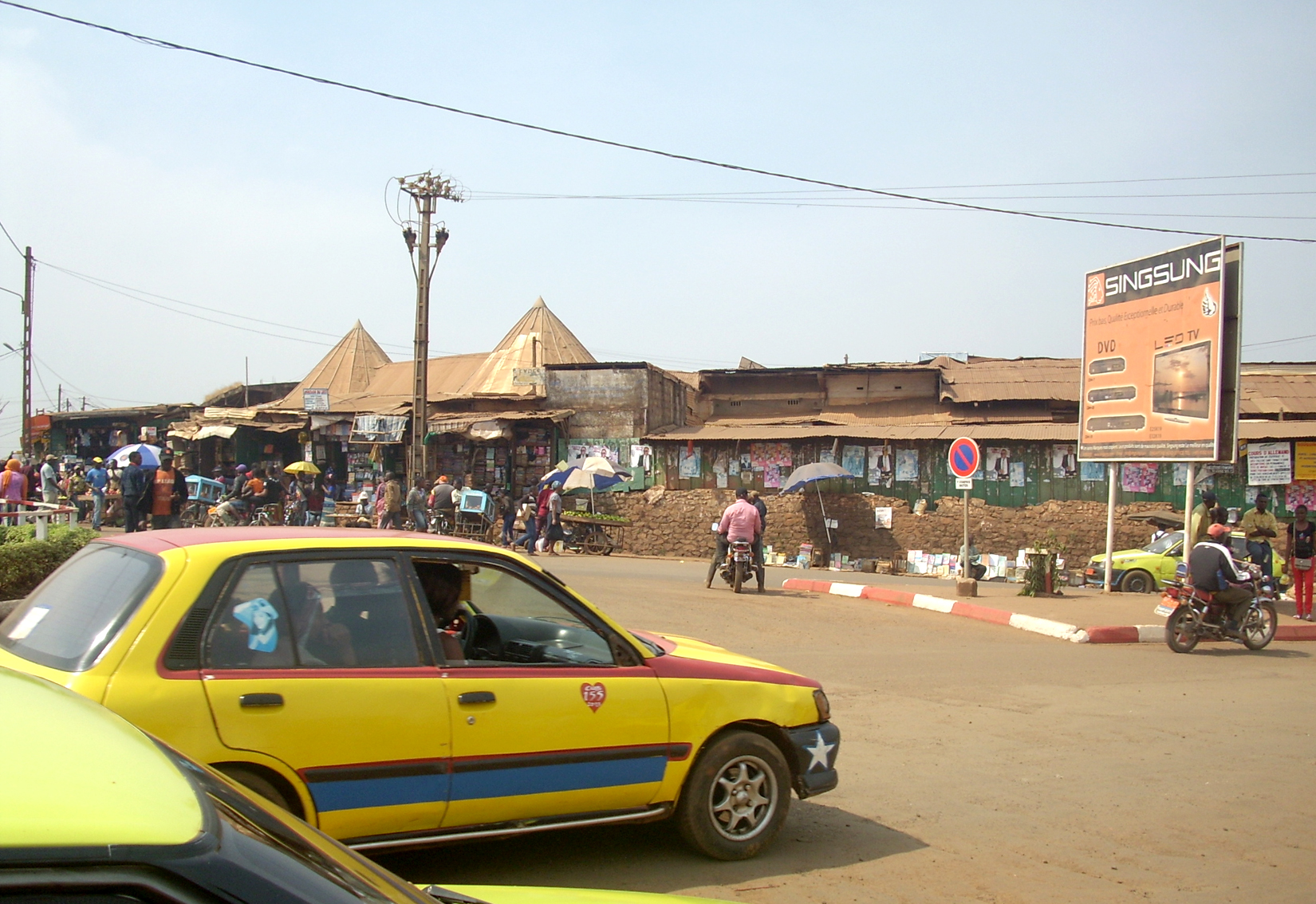
Entrée principale du marché

La commune compte 7 marchés : marché de Tayim (Njingah 1), marché de Banefo, marché de Famcep ; marché de Kam, (Ndiembou), marché de Koudous (Mvouts’a), marché de Tougniet (Tomdjo), marché de Tchouessem, marché de Ndiengdam II. 
L'abattoir municipal est localisé au quartier Banengo Ville.

## Culture et traditions
Le festival biannuel Nyang-nyang se déroule lors de la période des récoltes, sur la place du palais royal de Bafoussam, le Nyang-nyang est le cri des corbeaux qui assistent les femmes aux champs pendant les récoltes.

## Transports
La gare routière est située au quartier Ndiengso 2.

## Sports
La commune compte trois stades : le stade omnisports de Kouekong inauguré en 2016 a une capacité de 20 000 places et son stade annexe, le Stade municipal de Bamendzi a une capacité de 2 000 places.